# クリスト・チウンザ
クリスト・チウンザ（Christ Tshiunza、2002年1月9日 - ）は、プレミアシップエクセター・チーフスに所属するラグビー選手。

## プロフィール
- コンゴ民主共和国・キンシャサ出身[1]。
- ポジションはロック(LO)、フランカー(FL)。
- 身長 198cm、体重 112kg
- U20ウェールズ代表に選ばれたことがある[2]。
- ウェールズ代表キャップは10（2024年2月現在）でラグビーワールドカップ2023のウェールズ代表に選ばれた[3]。

## 略歴
レスター・タイガース、アンプティルRUFCを経て、2019年、エクセター・チーフスに加入。